# Levočský potok
Levočský potok – potok na Spiszu, we wschodniej Słowacji, lewy dopływ Hornadu w zlewisku Morza Czarnego. 
Levočský potok wypływa na wysokości 940 m n.p.m. pod szczytem Krúžok w Górach Lewockich. Płynie na południe Doliną Lewocką, gdzie zasila mały zbiornik wodny Kováčova vila. Wypływa do Kotliny Hornadzkiej, przecina Lewoczę, skręca na wschód i uchodzi do Hornadu koło miasteczka Markušovce. 